# Kurt Hentschläger
 (juillet 2024).
La mise en forme du texte ne suit pas les recommandations de Wikipédia : il faut le « wikifier ».
Les points d'amélioration suivants sont les cas les plus fréquents. Le détail des points à revoir est peut-être précisé sur la page de discussion.
- Les titres sont pré-formatés par le logiciel. Ils ne sont ni en capitales, ni en gras.
- Le texte ne doit pas être écrit en capitales (les noms de famille non plus), ni en gras, ni en italique, ni en « petit »…
- Le gras n'est utilisé que pour surligner le titre de l'article dans l'introduction, une seule fois.
- L'italique est rarement utilisé : mots en langue étrangère, titres d'œuvres, noms de bateaux, etc.
- Les citations ne sont pas en italique mais en corps de texte normal. Elles sont entourées par des guillemets français : « et ».
- Les listes à puces sont à éviter, des paragraphes rédigés étant largement préférés. Les tableaux sont à réserver à la présentation de données structurées (résultats, etc.).
- Les appels de note de bas de page (petits chiffres en exposant, introduits par l'outil «  Source ») sont à placer entre la fin de phrase et le point final[comme ça].
- Les liens internes (vers d'autres articles de Wikipédia) sont à choisir avec parcimonie. Créez des liens vers des articles approfondissant le sujet. Les termes génériques sans rapport avec le sujet sont à éviter, ainsi que les répétitions de liens vers un même terme.
- Les liens externes sont à placer uniquement dans une section « Liens externes », à la fin de l'article. Ces liens sont à choisir avec parcimonie suivant les règles définies. Si un lien sert de source à l'article, son insertion dans le texte est à faire par les notes de bas de page.
- La présentation des références doit suivre les conventions bibliographiques. Il est recommandé d'utiliser les modèles {{Ouvrage}}, {{Chapitre}}, {{Article}}, {{Lien web}} et/ou {{Bibliographie}}. Le mode d'édition visuel peut mettre en forme automatiquement les références.
- Insérer une infobox (cadre d'informations à droite) n'est pas obligatoire pour parachever la mise en page.

Pour une aide détaillée, merci de consulter Aide:Wikification.
Si vous pensez que ces points ont été résolus, vous pouvez retirer ce bandeau et améliorer la mise en forme d'un autre article.
Kurt Hentschlager, ou Hentschläger (né à Linz, en Autriche, en 1960) est un artiste autrichien basé à New York qui crée des installations et des spectacles audiovisuels. Entre 1992 et 2003, il travaille au sein du duo Granular-Synthesis.

## Éducation et début de carrière
De 1982 à 1985, Hentschlager étudie à l'Université des arts appliqués de Vienne auprès de Peter Weibel. Il commence à exposer son travail en 1983. Il construit des machines surréalistes puis des œuvres vidéo, sonores et d'animation par ordinateur. À ses débuts, il travaille également sous le nom de Kurt Kitzler.

## Granular-Synthesis
En 1991, Hentschlager fonde à Vienne le duo Granular-Synthesis avec l'artiste allemand Ulf Langheinrich. Le nom fait référence à la technique de synthèse granulaire, qu'Hentschlager et Langheinrich appliquent à la fois au son et à l'image. Leurs installations et spectacles multimédias Modell 5 (1994), Areal (1997), Noisegate (1998) et Pol (1998) tournent dans le monde entier et plusieurs compilations de leurs œuvres sont publiées sur DVD. Ils remportent le concours de la Biennale internationale de Nagoya au Japon en 1995 et obtiennent des bourses en Autriche et aux États-Unis pour leurs créations. En 2001, ils sont choisis pour représenter l'Autriche à la 49e exposition internationale d'art de la Biennale de Venise,.

## Thématiques
Hentschlager décrit lui-même ses installations comme « viscérales et immersives ». Les thématiques récurrentes dans son travail sont le corps humain, l'expression humaine, la façon dont le cerveau traite le monde extérieur et comment l'imagination et la psychologie individuelle influencent la perception. A cette fin, il poursuit des recherches en psychologie et en neurologie ainsi qu'en art et culture contemporains. Son travail actuel se focalise sur la nature et l’artifice dans une perspective post-utopique et post-science-fiction.

## Expositions et récompenses
Les œuvres de Kurt Hentschlager sont exposées au Stedelijk Museum Amsterdam ; Art Basel à Bâle, Hong Kong et Miami Beach,, au Musée d'Art national de Chine à Pékin, à la Halle au Berghain à Berlin, au Festival STRP à Eindhoven, au Musée d'Art ancien et nouveau à Hobart en Australie, à la Maison de la Musique Borusan à Istanbul, au Centre d'art et des médias de Karlsruhe, à Lille 2004 - Capitale européenne de la culture, au Laboratoria Arte Alameda à Mexico, au Musée d'art contemporain de Montréal au Festival Elektra et la SAT - Société des arts technologiques de Montréal, au MoMA PS1 et Eyebeam à New York, aux Wood Street Galleries à Pittsburgh, au Festival Romaeuropa à Rome, au Musée National d'Art Moderne et Contemporain de Séoul, à l'O Art Center - Sculpture Art Centre et Power Station of Arts à Shanghai, à la Biennale de Sharjah, au Centre d'intercommunication NTT à Tokyo ; à la Biennale de Venise et à la Biennale de théâtre de Venise, au Musée des Arts Appliqués de Vienne, aux festivals Wien Modern et Wiener Festwochen à Vienne.
De 2013 à 2018, il est artiste invité à plein temps à l'École de l'Art Institute of Chicago.
Kurt Hentschlager reçoit de nombreux prix et commandes, dont le Qwartz New Media Art Award en 2010 à Paris, le File Prix Lux à São Paulo, l'aide de l'État fédéral autrichien pour l'art médiatique. En 2012, il reçoit commande d'une installation symphonique, Core, par l'Ironbridge Gorge Museums Trust pour l'Olympiade culturelle 2012 (en) des Jeux Olympiques d'été de Londres.

## Livres
La première monographie de Kurt Hentschlager est éditée par Isabelle Meiffert en 2017 et publiée en deux volumes par Distanz Verlag, Allemagne.
Sorti en janvier 2017 à l'occasion de la première de son installation Sol à Berlin, Splendid Voids—The Immersive Works of Kurt Hentschläger  (ISBN 978-3-95476-183-8) est consacré aux installations immersives de l'artiste et comprend un essai du critique d'art américain Roger Denson (en). Le deuxième volume, Rendered Real - Les paysages médiatisés de Kurt Hentschläger (ISBN 978-3-95476-217-0) ) publié en octobre 2017 présente les pièces vidéos de l'artiste, dont son œuvre monumentale Ort, présentée dans le livre par Daniel Rourke.